# Liste der Biografien/Rosk
Liste der Biografien |
Portal Biografien |
Personensuche
# |
A |
B |
C |
D |
E |
F |
G |
H |
I |
J |
K |
L |
M |
N |
O |
P |
Q |
R |
S |
T |
U |
V |
W |
X |
Y |
Z |
?
 
Ra |
Rb |
Rd |
Re |
Rh |
Ri |
Rj |
Rk |
Rl |
Rm |
Rn |
Ro |
Rr |
Rs |
Rt |
Ru |
Rv |
Rw |
Rx |
Ry |
Rz
 
Roa |
Rob |
Roc |
Rod |
Roe |
Rof |
Rog |
Roh |
Roi |
Roj |
Rok |
Rol |
Rom |
Ron |
Roo |
Rop |
Roq |
Ror |
Ros |
Rot |
Rou |
Rov |
Row |
Rox |
Roy |
Roz 
 
Rosa |
Rosb |
Rosc |
Rosd |
Rose |
Rosh |
Rosi |
Rosj |
Rosk |
Rosl |
Rosm |
Rosn |
Roso |
Rosp |
Rosq |
Ross |
Rost |
Rosu |
Rosv |
Rosw |
Rosy |
Rosz 
Die Liste der Biografien führt alle Personen auf, die in der deutschsprachigen Wikipedia einen Artikel haben. Dieses ist eine Teilliste mit 32 Einträgen von Personen, deren Namen mit den Buchstaben „Rosk“ beginnt.

## Rosk

### Roska
- Roska, Botond (* 1969), ungarischer Neurowissenschaftler
- Roskam, Michaël R. (* 1972), belgischer Filmregisseur
- Roskam, Peter (* 1961), US-amerikanischer Politiker
- Roskamm, Helmut (1933–2018), deutscher Kardiologe
- Roskamp, Diedrich (1907–1967), deutscher Kunsthistoriker
- Roškar, Ivan (1860–1933), österreichischer bzw. jugoslawischer Politiker
- Röskau, Benedikt (* 1961), deutscher Drehbuchautor
- Röskau, Hilde (1909–1958), deutsche Politikerin (CDU, FDP), MdL
- Röskau, Michael (* 1942), deutscher Ministerialbeamter
- Röskau-Rydel, Isabel (* 1959), deutsche Historikerin

### Roske
- Roske, Brent, US-amerikanischer Filmproduzent, Filmregisseur, Filmeditor, Drehbuchautor, Kameramann und Schauspieler
- Roske, Norbert (* 1937), deutscher Politiker (Die Grünen), MdL, MdB
- Röske, Peter (1940–2004), deutscher Galerist, Kunsthändler und Autor
- Röske, Tamara (* 1996), deutsches Model und Schauspielerin
- Röske, Thomas (* 1962), deutscher Kunsthistoriker und Ausstellungsmacher
- Roskelley, Jess (1982–2019), US-amerikanischer Sportkletterer und AlpinistJess Roskelley (1982–2019)

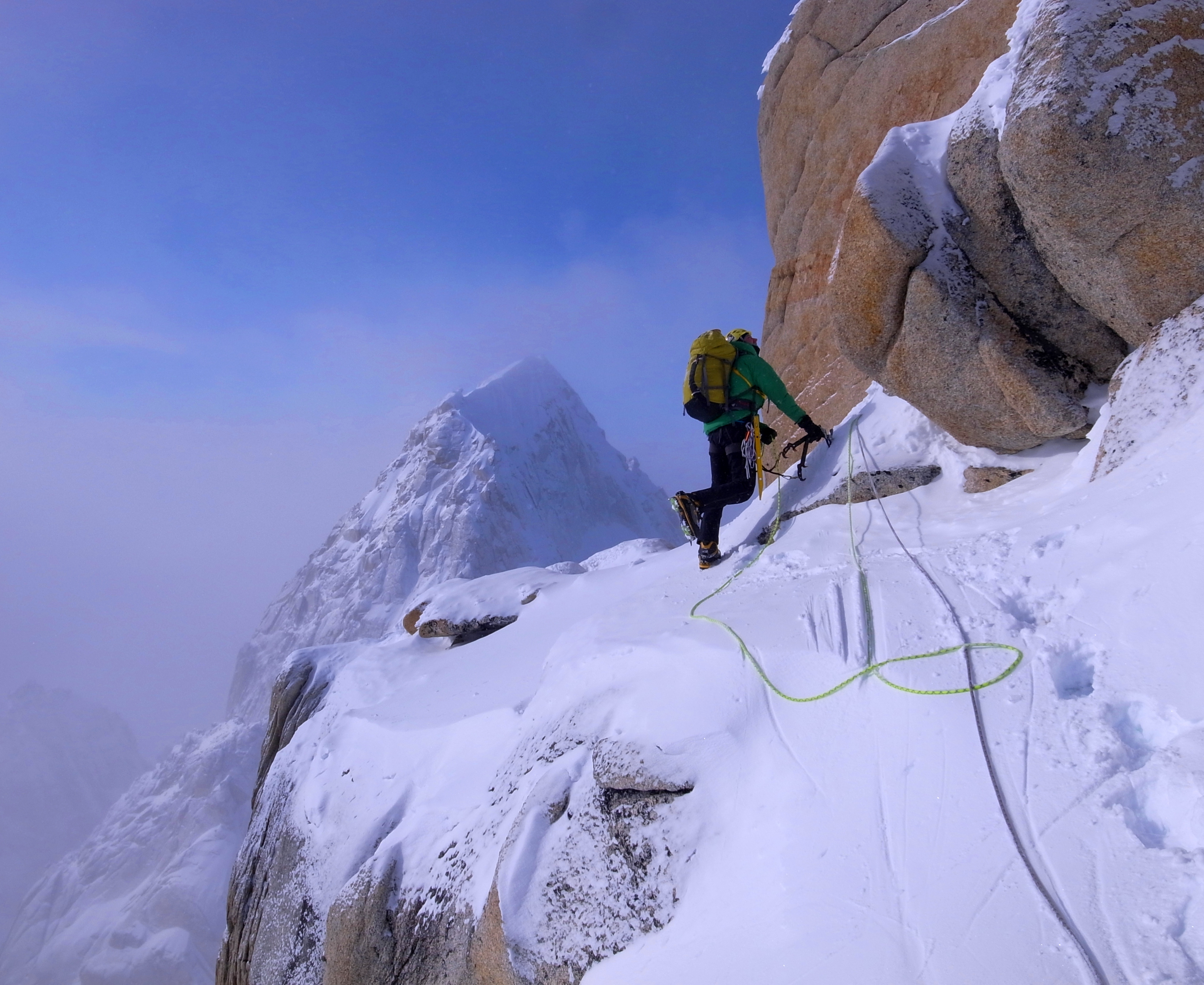
Jess Roskelley (1982–2019)

- Rösken, Eva (* 1984), deutsche Sportschützin
- Rösken-Winter, Bettina (* 1966), deutsche Fachdidaktikerin für Mathematik und Hochschullehrerin
- Rošker, Jana S. (* 1960), slowenische Sinologin
- Röskes, Klaus Peter (* 1942), deutscher Speditionskaufmann und Verbandsfunktionär

### Roski
- Roski, Florian (* 1974), deutscher Unternehmer
- Roski, Ulrich (1944–2003), deutscher Liedermacher
- Roskies, David G. (* 1948), kanadisch-amerikanischer Literaturwissenschaftler und Herausgeber
- Roskill, Eustace, Baron Roskill (1911–1996), britischer Jurist, Staatsbediensteter und Life Peer

### Rosko
- Rosko, Maja (* 1992), kroatische Beachvolleyballspielerin
- Rosko, Stanisław (* 1954), polnischer Badmintonspieler
- Roško, Vladimír (* 1974), slowakischer Skispringer
- Roskoff, Georg Gustav (1814–1889), österreichischer, evangelischer Theologe
- Roskopf, Georges Frédéric (1813–1889), deutsch-schweizerischer Uhrmacher
- Roskopf, Wendel († 1549), deutscher Ratsbaumeister in Görlitz
- Roskoschny, Hermann (1845–1896), deutscher Schriftsteller und Verleger
- Roskowska, Marie von (1828–1889), deutsche Schriftstellerin und Jugendbuchautorin